# Нелуц Рошу
Нелуц Рошу (на румънски: Neluț Roșu) е румънски футболист, полузащитник.

## Биография
Роден е на 5 юли 1993 г. в Клуж-Напока. Започва кариерата си в родината, преминавайки през няколко клуба. Най-големия успех в кариерата му идва през 2017 г., когато с Виторул Констанца триумфира с титлата в румънското първенство. През сезон 2017-2018 г. играе за българския Левски София, където записва 7 мача. През лятото на 2018 г. се връща в родината подписвайки с Астра Гюргево.

## Успехи
Виторул Констанца
- Шампион на Румъния (1): 2017